# Draai (Nederland)
De Draai is een buurtschap in de gemeente Dijk en Waard, regio West-Friesland, provincie Noord-Holland, Nederland.
De Draai ligt op het kruispunt Van Veenweg (vroeger Hondenweg) en de Oostdijk. De Draai bezit diverse antieke en moderne stolpboerderijen. In het verleden waren in deze buurtschap een slagerij, smederij, twee bakkerijen, molenmakerij, twee kruideniers, een café en een brandstoffenhandel gevestigd. Ook was hier de natuurlijke ijsbaan gevestigd waaraan de Heerhugowaardse ijsclub "De Draai" zijn naam van afgeleid heeft. De Draai, ontstaan als druipland bij het inpolderen van Heerhugowaard, is tevens het oudste stukje van de polder Heerhugowaard en ligt hoger onder NAP dan de polder zelf. De buurtschap ligt ingesloten tussen een oude molensloot, genaamd de kolk, en de ringvaart.
Vlak bij de Draai, aan de overkant van de ringvaart, staat een poldermolen, deze staat in het buitengebied van Hensbroek, gemeente Koggenland. De naam van deze poldermolen luidt 'molen Hensbroek'. Deze molen is in 1866 gebouwd, door molenmaker K. Klay uit Winkel, voor de bemaling van de polder Hensbroek. Verder is er bij de Draai een pittoreske loopbrug (kippenbrug) over de Ringvaart.

## Nieuwbouw
Ondanks protesten van bewoners werd na een vertraging van vier jaar in 2012 een begin gemaakt met de bouw van de woonwijk De Draai ten westen van de oorspronkelijke woonkern. In 2013 werden de eerste nieuwbouwwoningen opgeleverd. Uiteindelijk moesten in deze nieuwbouwwijk 2700 woningen worden gerealiseerd.